# Джеффрі Інграм Тейлор
Сер Дже́ффрі Інграм Те́йлор (англ. Geoffrey Ingram Taylor; 7 березня 1886 року, Сент-Джонс-Вуд, Лондон — 27 червня 1975 року, Кембридж) — британський фізик, математик та фахівець з гідродинаміки й теорії хвиль, член Лондонського королівського товариства (1919).
Його біограф, Джордж Бечелор, схарактеризував Дж. І. Тейлора як «одного з найвидатніших вчених у цьому (XX-му) столітті».

## Родина
Джефрі Тейлор народився в Сент-Джонс-Вуд, районі Вестмінстера — західної частини центру Великого Лондона. Його батько, Едвард Інграм Тейлор (народився 1855 р. в Паддінгтоні, Лондон) був художником-пейзажистом, проєктував і декорував приміщення океанських лайнерів, а його мати, Маргарет Буль (народилася в Ірландії близько 1859 року), походила з родини математиків. Вона була другою дочкою професора математики Джорджа Буля та Мері Еверест, племінниці сера Джорджа Евереста, який служив Генеральним геодезистом у Індії, і на честь якого названа найвища вершина світу Еверест.

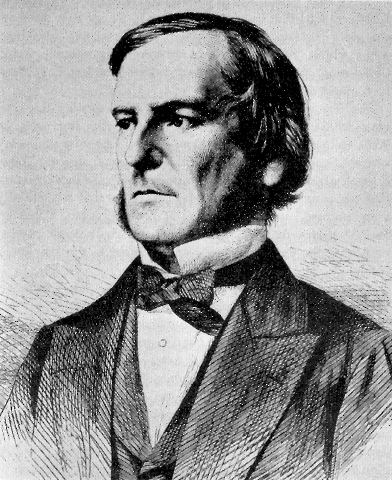
Джордж Буль

Її сестра Алісія Буль Стотт стала відомою математикинею, сестра Люсі — професоркою хімії в Королівській вільній лікарні (Лондон), сестра Етель Ліліан Войнич — письменницею, яка написала популярний в СРСР роман «Ґедзь» (1893 року одружилася з Вілфрідом Войничем, діячем польського революційного руху, який втік із заслання з Сибіру).
Молодший брат Джеффрі Юліан, який народився близько 1889 року, став хірургом, а після звільнення з посади в лікарні університетського коледжу викладав кілька років у Хартумському університеті.

## Освіта
Джеффрі Тейлор навчався у підготовчій школі в Хемпстеді (північно-західна частина лондонського району Камден). І ще до її закінчення він захопився наукою, особливо після відвідання в одинадцятирічному віці циклу різдвяних лекцій про принципи електричного телеграфа в Королівському інституті — британській науково-освітній асоціації, основною метою якої є популяризація науки та проведення наукових досліджень. На одній з цих лекцій його познайомили з Вільямом Томсоном, і лорд Кельвін розповів йому, що товаришував з його дідом Джорджем Булем. 1899 р. Тейлор пішов до школи університетського коледжу (англ. University College School). 1905 р. він здобув стипендію для навчання в Триніті-коледжі в Кембриджі. Там він вивчав математику, відвідуючи лекції Гарді, Вайтгеда, Вітакера. Після здачі І математичної частини іспиту на звання бакалавра (трипосу) він перейшов до вивчення фізики і здав II частину трипосу з природничих наук.
Потім він отримав стипендію для проведення досліджень під керівництвом Дж. Дж. Томсона. Першим його дослідженням було теоретичне вивчення ударних хвиль, в якому він розширив роботу Томсона і за яке здобув премію Сміта (з 1769 року її щорічно присуджують двом студентам-дослідникам з математики та теоретичної фізики в Кембриджському університеті). 1908 року за пропозицією Дж. Дж. Томсона він виконав експериментальну роботу на підтвердження квантової теорії. Провівши дослід з використанням надзвичайно слабкого джерела світла, він встановив, що фотони інтерферують «одні з одними». Це стало одним з перших доказів уявлень Ейнштейна-Планка про кванти світла.
Завдяки цій науковій роботі з інтерференції світла Тейлор став в коледжі найвідомішим студентом з фізики.

## Наукова діяльність
1910 року він став стипендіатом у Трініті-коледжі (і залишався ним до кінця життя), а наступного року був призначений на посаду «викладача з видатною міжнародною репутацією» з динамічної метеорології.
Після катастрофи трансатлантичного лайнера Титанік внаслідок зіткнення з айсбергом в Лондоні в 1913 році відбулася перша Міжнародна конвенція з безпеки життєдіяльності на морі. Одним з її рвшень було створення Міжнародного льодового патруля (англ. International Ice Patrol) для попередження зіткнення кораблів з айсбергами на північноатлантичних маршрутах. Корабель «Scotia» був першим судном, яке було відправлено на таке патрулювання у 1913 році, і Тейлор служив метеорологом на ньому. Він скористався можливістю здійснити цілий спектр вимірювань тиску, вологості та температури. Його метеорологічні спостереження лягли в основу створення ним теоретичної моделі перемішування повітря, а стаття про турбулентність в атмосфері принесла йому премію Адамса в 1915 році.
З початком Першої світової війни Тейлора за його бажанням скерували на Королівський авіаційний завод у Фарнборо, щоб він застосував свої знання при конструюванні та експлуатації літаків, досліджуючи, зокрема, напруженний стан пропелерних валів. Одне з досліджень, яке Тейлор здійснив у 1915 році у співпраці з молодим А. А. Гріффітсом лягло в основу теорії Тейлора про дислокації, сформульованої й опублікованої пізніше, і теорії крихкого руйнування Гріффітса. Вони досліджували вплив концентрації напружень на тріщиноутворення й руйнування валів.
У Фарнборо Тейлор скористався нагодою і поєднав наукову роботу з отриманням кваліфікації пілота.
1917 року Тейлор покинув Фарнборо, щоб стати метеорологічним радником Королівського літального корпусу. Одним із його завдань, які він виконав, була допомога в організації нічних польотів, зокрема наведення літаків на бомбові цілі вночі.
В жовтні 1919 року Тейлор повернувся до читання лекцій з математики у Трініті-коледжі і розпочав нову фазу своєї дослідницької діяльності. У цьому ж році Кавендішським професором фізики в Кембріджі був призначений Ернест Резерфорд. Незабаром він і Тейлор стали близькими друзями. Резерфорд із задоволенням віддав Тейлору одну кімнати (поруч із власною), в якій він проводив експериментальну роботу протягом наступних 35 років (за згодою і наступників Резерфорда — Лоренса Брегга та Невілла Мотта.
Однією з тем, над якою він працював на цьому етапі було застосування турбулентності в океанографії.
1923 року він був призначений науково-дослідницьким професором Королівської інституції Великої Британії. Це дало йому змогу зменшити до мінімуму час для викладання, яке не приваблювало його, і повністю присвятити себе науковій діяльності в галузі механіки рідин, а також деформації кристалічних матеріалів в продовження його військової роботи у Фарнборо.
Тут він розвинув теорію стійкості течій в'язкої рідини, створив напівемпіричну теорію турбулентності (теорія перенесення завихреності), дослідив однорідну й ізотропну турбулентність, виконав піонерські дослідження з теорії пластичної деформації.
На початку ХХ сторіччя теоретичними розрахунками (Майкл Поланьї, Яків Френкель) на основі моделі ідеальної кристалічної ґратки кристалів було встановлено, що теоретично розрахована міцність на декілька порядків перевищує міцність реальних кристалічних матеріалів. Щоб розв'язати цю суперечність, Джеффрі Тейлор, Еґон Орован, Майкл Поланьї, одночасно й незалежно один від одного в 1934 р. на основі теорії дислокацій, розробленої Віто Вольтеррою в 1905 р., припустили, що в процесі пластичної деформації кристалів беруть участь не всі атоми в площинах взаємного зміщення частин кристалів, а лише група атомів, яка належить дислокації. Тейлор подав свою статтю на кілька тижнів раніше в Proceedings of the Royal Society of London, проте, оскільки Zeitschrift für Physik публікувався швидше, статті Орована і Поляні вийшли першими. Це спільне відкриття стало вирішальним у розвитку сучасної металофізики: вперше було введено уявлення про дислокацію як носія пластичної деформації. За сучасним рівнем знань основним механізмом пластичної деформації кристалічних матеріалів (металів, металокераміки, кристалічних полімерів) є незворотний рух дислокацій, який зумовлює зміщення одних частин кристалу відносно інших.

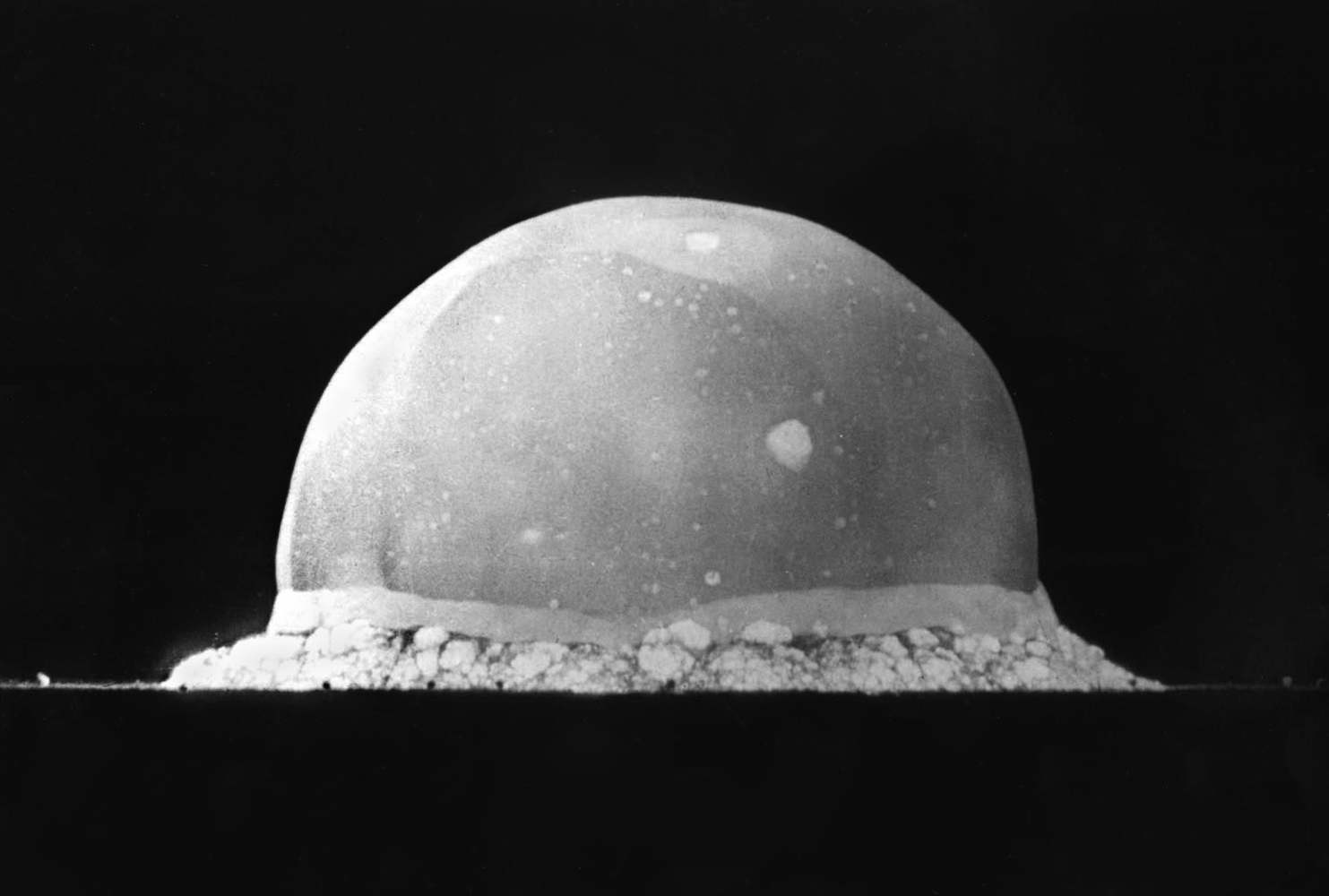
Вибух «Триніті» через 0,016 сек. після детонування. Розмір вогняної кулі — близько 200 м.

Під час Другої світової війни Тейлор знову застосовував свій досвід і знання для вирішення такої військової проблеми, як поширення ударних хвиль під час повітряних та підводних вибухів. Ці знання стали у пригоді в 1944—1945 роках, коли Тейлор двічі по кілька тижнів відвідував Лос-Аламос до США у складі британської делегації в рамках Мангеттенського проєкту. У Лос-Аламосі він допоміг вирішити проблеми нестабільності імплозії при розробці атомної зброї, зокрема плутонієвої бомби імплозивного типу, застосованої в Нагасакі 9 серпня 1945 року.
16 липня 1945 року Тейлор був присутній в складі 10 осіб з «VIP-списку» генерала Леслі Гровза, які спостерігали за ядерним випробуванням «Трійці» з пагорба приблизно в 20 милях від вибуху.
Протягом кількох років після закінчення війни наукова робота Тейлора була присвячена глибокому дослідженню тих проблем військової тематики, які не були завершені внаслідок обмеженого часу для їх вирішення у воєнні роки і які дали величезний поштовх у розвитку механіки.
Тейлор продовжував свої дослідження в Комітеті з аеронавігаційних досліджень, брав участь в розробленні надзвукових літаків.
1952 р. Тейлор досяг пенсійного віку науково-дослідницького професора Королівської інституції Великої Британії і вийшов у відставку.
Його зарплата була знижена, але зміна посади абсолютно не змінила його високого наукового статусу, він і надалі протягом наступних двадцяти років проводив дослідження, зосереджуючись на проблемах, які можна було розв'язувати з допомогою простого обладнання. Його кімната в Кавендішській лабораторії та технічний помічник Уолтер Томпсон, який працював з ним протягом 40 років, були в його підпорядкуванні, оскільки він залишався до кінця життя стипендіатом Трініті-коледжа. Наступив новий період його творчої діяльності, коли він міг досліджувати нові й нетрадиційні проблеми у механіці рідин, покладаючись на власні уподобання і не підлягаючи зовнішнім впливам, як, наприклад, Комітету з питань аеронавігаційних досліджень. Він шукав нові проблеми в механіці рідин, які лежали за межами усталених досліджень.
У віці від 65 до 85 років він написав 47 наукових праць, більшість з яких є істотними у відповідних галузях науки, а частина — чистим науковим захопленням. Він зберіг у ці пенсійні роки свіжість підходу до вирішення проблем, оригінальність думки.
Так, в 1964 р. він вперше описав феномен зміни форми крапель під впливом електричного поля. Вивчаючи вплив блискавки на дощові краплі, він встановив, що за відсутності поля краплі мають сферичну форму, а під його впливом отримують подобу голок. При цьому він теоретично розрахував головний параметр процесу електророзпилення — викривлення меніска в капіляр (конус Тейлора).

## Приватне життя
Джеффрі Тейлор в 1925 році одружився зі Стефані Равенсхілл, шкільною вчителькою в Бірмінгемі. Він знайшов ідеальну партнерку, і його шлюб був щасливим, хоча у них не було дітей. Через кілька років після шлюбу вони запланували і побудували будинок при Хантінгдон-роуд (головній артеріальній дорозі Кембриджа), в якому прожили до кінця свого життя, насолоджуючись великим доглянутим садом і далекими краєвидами полів університетського господарства. Стефані була привітна, працездатна і теплосердечна, вона доглядала за господарством і забезпечувала гостинність для багатьох гостей, які відвідували Кембридж.
Їх спільним захопленням був вітрильний спорт. Відразу після весілля вони вирушили у плавання вздовж західного узбережжя Шотландії 19-тонним катером «Frolic» завдовжки 48 футів, який Тейлор у придбав 1923 році. 1926 року на ньому вони здійснили кілька плавань до Гебридів та Шетландів, через Північне море до Норвегії; у 1927 році — до узбережжя Норвегії до островів Лофотен. Ці подорожі стимулювали винахід Тейлором конструкції ефективного якоря 'CQR' для малих суден і гідропланів.
Тейлор захоплювався подорожами, особливо коли вони приводили його до незвіданих місць. Так після участі в Тихоокеанському науковому конгресі він разом з дружиною в 1929 році познайомився з Борнео. У пенсійні роки Тейлор часто виїжджав за кордон на безліч наукових конференцій та зустрічей різного типу.
1967 року його дружина Стефані померла. 1972 року Тейлор переніс важкий інсульт, який паралізував ліву частину його тіла і фактично унеможливив його подальшу наукову роботу. Особливо розчарувало Тейлора те, що він не зміг бути присутнім на 13-му Міжнародному конгресі з теоретичної та прикладної механіки, який відбувся у Москві у вересні 1972 р. Ці щочотирирічні конгреси збирають відомих науковців в галузі механіки рідин і твердих тіл, і Тейлор завжди насолоджувався участю в них. Він відвідував і презентував доповіді на кожному з попередніх Конгресів, починаючи з першого в Делфті в 1924 році. Його доповідь виголосив на Конгресі і Москві др. Dr Д. Г. Майкл.
1975 року Джеффрі Тейлор помер. Похований в Кембриджі.

## Визнання
За визначні наукові досягнення Джеффрі Тейлор здобув міжнародне визнання й багато відзнак.
Почесний ступінь Honoris causa університетів: університету Аахена (1930); Ліверпульського університету (1933); Оксфордського університету (1938); Лондонського університету (1946); університету Осло (1946); Бірмінгемського університету (1952); Стамбульського університету (1952); Единбурзького університету (1953); Кембриджського університету (1957); Брістольського університету (1959); Паризького університету (1961); Мічиганського університету (1967).
Почесний член або стипендія:
- Лондонське королівське товариство (1919)
- Королівське товариство Единбурга (1938)
- Американський інститут аеронавтики (1939)
- Нідерландська королівська академія наук (1940)
- Інституція механіків-інженерів Великої Британії (1945)
- Національна академія наук США (1945)
- Норвезька академія наук (1946)
- Французька академія наук (1946)
- Інститут металів Великої Британії (1947)
- Королівське аеронавтичне товариство Великої Британії (1948)
- Математичне товариство Калькутти (1948)
- Національна академія деї Лінчеї (1951)
- Індійська академія наук (1952)
- Інституція цивільних інженерів Великої Британії (1955)
- Шведська королівська академія наук (1955)
- Американське філософське товариство (1955)
- Американська академія мистецтв і наук (1956)
- Академія наук Турина (1961)
- Американський інститут аеронавтики і астронавтики (1963)
- Академія наук СРСР (1966)
- Американське товариство інженерів-механіків (1967)
- Польська академія наук (1970)

Нагороди і відзнаки

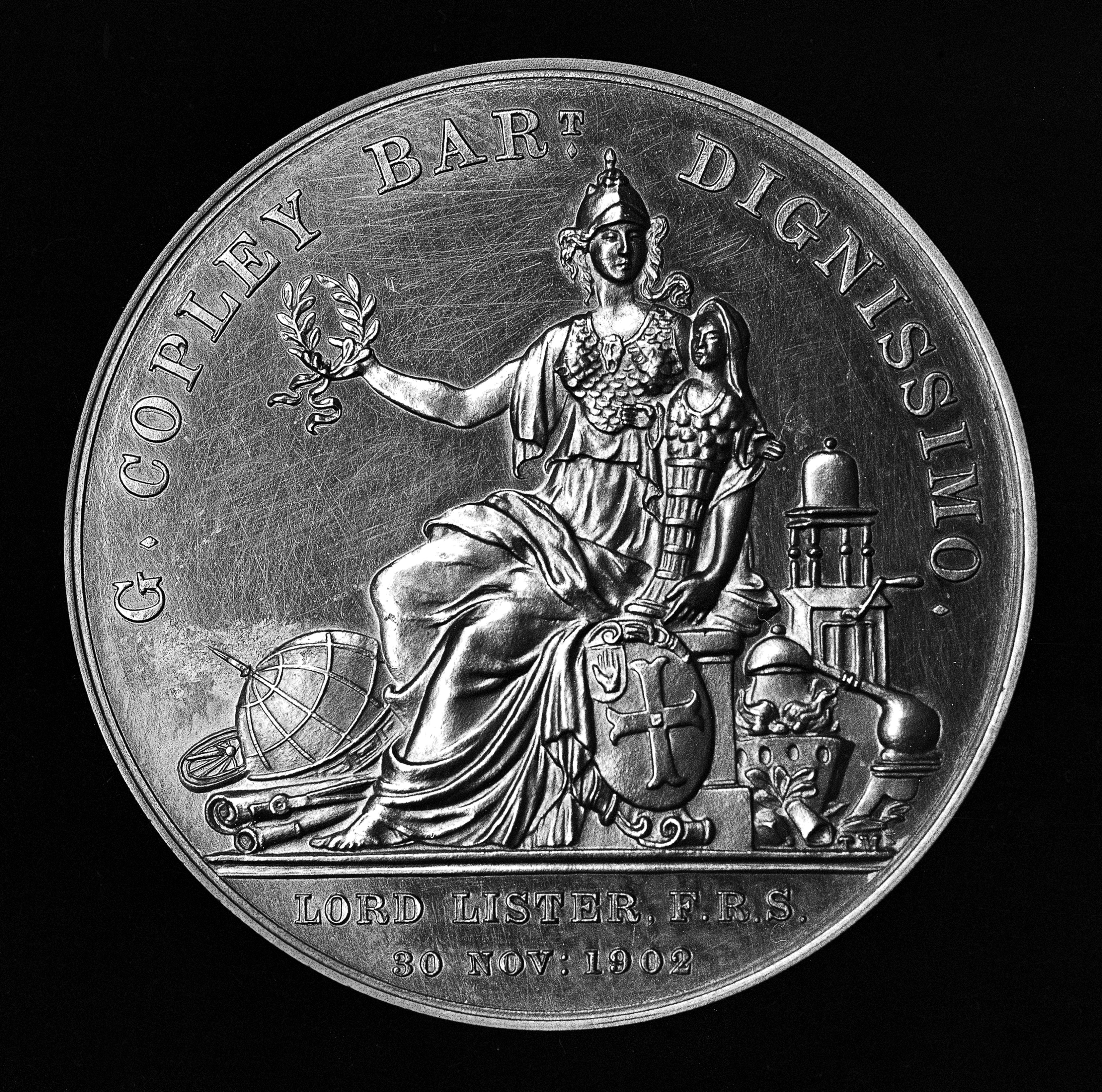
Медаль Коплі

- Премія Чарльза Хокслі, Інституція цивільних інженерів Великої Британії, (1918)
- Королівська медаль, Лондонське королівське товариство, 1933
- Медаль Альфреда Евінґа, Інституція цивільних інженерів Великої Британії, (1939)
- Лицар-бакалавр, (1944)
- Медаль Коплі, Лондонське королівське товариство, 1944
- Медаль за заслуги, Президент США, 1946
- Золота Медаль Симонса, Королівське метеорологічне товариство, 1951
- Золота медаль, Королівське аеронавтичне товариство, 1954

Медаль Тимошенка

- Медаль Вільгельма Екснера, Індустріальна асоціація Австрії, 1954
- Медаль де Моргана, Лондонське математичне товариство, 1956
- Нідерландська медаль, Нідерландська королівська академія наук, 1958
- Медаль Тимошенка, Американське товариство інженерів-механіків, 1958
- Медаль Франкліна, Інститут Франкліна, (Філадельфія, США), 1962
- Премія Альберта Совюра за досягнення, Американське товариство металів, 1962
- Премія Майкла Фарадея, Лондонське королівське товариство, 1962

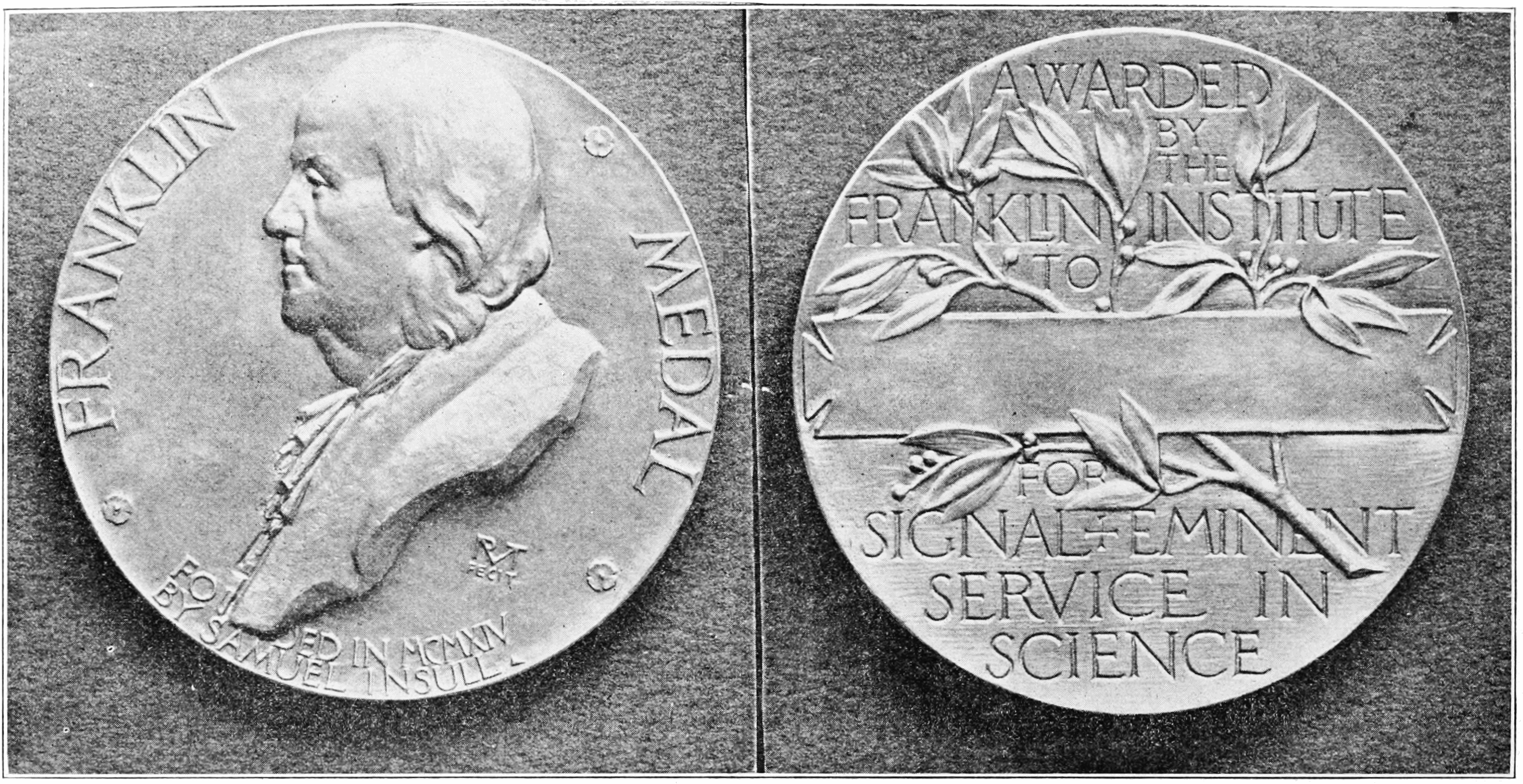
Медаль Франкліна

- Почесна медаль, Університет Райса, 1962
- Платинова медаль, Інститут металів Великої Британії,1964
- Міжнародна золота медаль Джеймса Ватта, Інститут інженерів-механіків, Велика Британія, 1965
- Орден Заслуг, (1969)
- Медаль і премія А.А. Ґріффітса, Інститут металів Великої Британії, 1969
- Медаль Т. Кармана, Американське товариство цивільних інженерів, 1969
- Jubilee Medal, American Meteorological Society1970
- Премія Теодора фон Кармана, Товариство промислової й прикладної математики, 1972
- Медаль пошани, Металургійне товариство Данії, 1973

Ім'я Джеффрі Тейлора увічнене в назвах ефектів, теорем, рівнянь в аеро- і гідродинаміці, механіці рідин і твердих тіл: критерій подібності, конус Тейлора, тейлорівська дифузія, число Тейлора, течія Куетта — Тейлора, рівняння Тейлора — Гольдштейна, нестійкість Релея — Тейлора, теорема Тейлора — Прудмана, вихор Тейлора — Гріна, мікрошкала Тейлора, стовп Тейлора тощо.
1992 р. в Кембриджському університеті була заснована іменна посада професора з механіки рідин імені Д. І. Тейлора.